# Augila
Augila (Awgilah, pronunciata dialettalmente Ógila e in lingua greca τὰ Αὕγιλα) è un'oasi situata nel Distretto di al-Wahat, nella regione della Cirenaica in Libia. Nota fin dall'antichità, Erodoto racconta che in questo luogo si recavano i nomadi Nasamoni per raccogliere i datteri dai numerosi palmeti presenti nella zona. Erodoto parla anche di una fonte di acqua potabile, chiamata "Sibilla" e forse corrispondente all'attuale Bir es-Sebíl (Bi'r as-Sabīl). In epoca romana pare vi fosse un castello adibito alla protezione di carovane, tuttavia mancano i dati archeologici. Alcuni resti archeologici sono stati attribuiti a delle torri di origine libica, ma è probabile che non fosse mai esistita una popolazione che abitò permanentemente il luogo.

## Storia
L'oasi forma un gruppo assieme alle oasi di Gialo e di Gicherra; Augila fa parte di quella catena di oasi che si distende lungo il margine settentrionale del Grande Erg Libico.
Nel 1798, il viaggiatore europeo Hornemann fu il primo a toccare l’oasi di Augila. Proveniente dal Cairo e diretto al Fezzān, aprì la strada per altri esploratori. Tra questi, Pacho, che da Agedàbia si recò al Cairo, e successivamente Hamilton nel 1852, Rohlfs nel 1869 e Beurmann nel 1862, tutti seguirono il medesimo percorso fino ad Augila.
Tuttavia, dopo questo periodo, nessun altro viaggiatore visitò l’oasi fino al 1920. In quell’anno, l’inglese Rosita Forbes, accompagnata dall’egiziano Aḥmad Ḥasanein Bey, raggiunse l’oasi e proseguì verso Cufra. Questi furono gli ultimi esploratori a lasciare traccia di questa terra misteriosa.
Il 25 febbraio 1928, le truppe italiane occuparono l’oasi, segnando una nuova fase della sua storia. Le relazioni dei vari esploratori sopra menzionati contengono descrizioni più o meno dettagliate dell’oasi, tra cui quelle di Pacho (Relation d’un voyage dans la Marmarique, la Cyrénaique et les Oasi d’Audjielah et de Maradeh, ecc., Parigi 1827), Rohlfs (Von Tripolis nach Alexandrien, Brema 1871), e Forbes (Secret of the Sahara: Kufara, Londra 1921), oltre alla piccola monografia di De Agostini (Notizie sulla zona di Augila-Giàlo, Bengasi 1927).
L’oasi di Augila, situata in una vasta area di serīr sabbioso con sottosuolo calcareo, è caratterizzata da un gruppo di circa 30.000 palme e giardini coltivati con cereali, ortaggi e frutta. Questi terreni coprono una superficie di circa 4000 ettari. Le acque, seppur relativamente abbondanti, si trovano a poca profondità nel sottosuolo e presentano una leggera salinità. Ogni giardino è dotato di almeno un pozzo, e si stima che nell’intera oasi ve ne siano almeno un centinaio. Tra questi, il pozzo di Sebìl (es-Sabīl), situato a qualche chilometro dall’oasi, è considerato il migliore.
Nel cuore dell’oasi di Augila sorge un villaggio, composto da circa 500 case di stile assai primitivo. Le cupole di otto moschee emergono qua e là, segnando la presenza di una vita religiosa attiva. La moschea più importante è quella della zāwiyah senussita, fondata nel 1872 da Moḥammed el-Mahdī, figlio del primo Senusso. Tra gli edifici religiosi, spiccano anche le tombe dei marabutti, tra cui la più nota e venerata è quella che si crede custodisca le ceneri di ‛Abd Allāḥ ibn Abī Sarḥ, famoso condottiero arabo e segretario del profeta.
L’oasi di Augila ospita oggi circa 1 500 abitanti (conosciuti come el-Augila o al-Awāgilah), che vi dimorano stabilmente. Altre 800 persone risiedono a Bengasi, in Egitto, a Cufra e altrove. Questa popolazione rappresenta l’unico nucleo di origine berbera ancora presente in Cirenaica, e si ritiene che provenga dai rami Lawātah o Hawwārah.
La lingua parlata è un dialetto berbero, conservatosi grazie all’isolamento dell’oasi, ma tutti conoscono anche l’arabo. Durante il dominio turco, l’oasi di Augila, insieme a quelle di Gialo e Gicherra, era amministrata da un caimacám (qā’im-maqām), subordinato al mutaṣarrif di Bengasi. Le imposte venivano pagate in datteri, sotto forma di decime, per un valore complessivo di 50.000 piastre. Dopo la fine del dominio ottomano, l’organizzazione amministrativa passò nelle mani della gente del luogo.
Gli abitanti si dedicano all’agricoltura e al commercio. L’importante prodotto locale è rappresentato dai datteri, esportati in notevoli quantità, soprattutto verso la Sirtica.
Le vie di comunicazione con le altre oasi e con la costa mediterranea consistono esclusivamente in carovaniere. La più importante è quella che unisce Augila ad Agedabia e al mare, con uno sviluppo di circa 230 km e che poi seguita verso est sino a Gialo, ove si divide in due rami che portano a Giarabúb (al-Giaghbūb), a Sīwah e a Cufra. L'altra carovaniera collega Augila all'oasi di Maráda (Marādah), donde prosegue poi per il Fezzān. Il traffico carovaniero non è tuttavia molto attivo ad Augila, malgrado che l'oasi fruisca della favorevole circostanza di trovarsi sulla via più breve tra Cufra e il mare.
Secondo le fonti classiche, a partire da Erodoto, l’oasi di Augila doveva essere un centro importante nell’antichità. Era situata lungo la carovaniera interna che collegava l’oasi di Giove Ammone alle regioni sahariane. Un’altra rotta la collegava ai paesi sudanesi lungo la costa mediterranea.
Erodoto stesso menzionò i datteri di Augila raccolti dai Nasamoni. Anche oggi, gli abitanti di Augila parlano della vicina e quasi disabitata oasi di Gicherra (Ǵkharrah o Žkharrah), dove le persone si recano per la raccolta dei datteri, provenienti dal Nord della Cirenaica e da Cufra.
Pomponio Mela, nel suo scritto, fa riferimento alle usanze degli abitanti di Augila, tra cui la pratica della prostituzione delle spose nella prima notte di nozze. Inoltre, si credeva che le mani dei defunti fossero considerate divinità, e presso i sepolcri si cercavano responsi attraverso i sogni.
Infine, Procopio ricorda l’esistenza di un tempio dedicato ad Ammone ad Augila.
Gli abitanti di Augila hanno mantenuto il loro antico dialetto berbero, nonostante conoscano e utilizzino l’arabo per le relazioni esterne. La lingua ha contribuito a creare un forte senso etnico tra gli Augilini, in contrasto con il mondo arabo o arabizzato che li circonda.
Nel loro linguaggio, gli Augilini utilizzano espressioni di gergo che sostituiscono parole comuni e alcuni nomi di luogo. Questo serve a evitare termini derivati dall’arabo o comuni a entrambe le lingue, con l’obiettivo di impedire agli Arabi presenti di capire quando si parla in berbero. L’antica lingua nazionale è vista come un mezzo di difesa contro gli arabofoni. Quando questa difesa risulta meno efficace a causa delle inevitabili influenze dell’arabo sul berbero, gli Augilini ricorrono al gergo.
Un piccolo vocabolario del dialetto berbero di Augih fu pubblicato da F. Müller nell’opera di Pacho, Voyage dans la Marmarique et la Cyrénaïque, Parigi 1927. Per quanto riguarda il gergo, si può consultare lo studio di F. Beguinot, Il gergo dei Berberi della Tripolitania, pubblicato nell’Annuario del R. Istituto Orientale di Napoli, 1917-18.